# Otto Weininger
Otto Weininger (3. dubna 1880, Vídeň, Rakousko-Uhersko – 4. října 1903, Vídeň) byl rakouský filosof a spisovatel židovského původu.
V roce 1903 vydal knihu Pohlaví a charakter (Geschlecht und Charakter), která získala popularitu po jeho sebevraždě ve věku 23 let. Dnes je Weininger v akademických kruzích obecně vnímán jako misogyn a antisemita; filosof Ludwig Wittgenstein a spisovatel August Strindberg ho považovali za velkého génia.

## Život
Otto Weininger se narodil 3. dubna 1880 ve Vídni jako syn židovského zlatníka Leopolda Weiningera a jeho manželky Adelheid. Poté, co absolvoval obecnou školu a gymnázium v červenci 1898, se Weininger v říjnu téhož roku zapsal na Vídeňskou univerzitu. Studoval filosofii a psychologii, ale navštěvoval i kurzy z oblasti přírodních věd a medicíny. Naučil se řecky, latinsky, francouzsky a anglicky, později i španělsky a italsky, a navíc získal pasivní znalost jazyků Augusta Strindberga a Henrika Ibsena (tj. švédštiny a dánštiny/norštiny).
Na podzim roku 1901 se Weininger snažil najít vydavatele pro svou práci Erós a Psýché, kterou předložil svým profesorům Jodlovi a Müllnerovi jako disertaci v roce 1902. Setkal se se Sigmundem Freudem, který však text k vydání nedoporučil. Jeho profesoři práci přijali a Weininger získal titul Ph.D. Krátce poté se stal hrdým a nadšeným protestantem.
V roce 1902 navštívil Weininger Bayreuth, kde byl svědkem představení opery Parsifal od Richarda Wagnera, jež na něj hluboce zapůsobilo. Přes Drážďany a Kodaň odjel do Christianie v Oslo, kde poprvé viděl na jevišti drama o osvobození Peer Gynt od Henrika Ibsena. Po návratu do Vídně trpěl Weininger záchvaty hluboké deprese. V jeho mysli tak postupně uzrávalo rozhodnutí vzít si život, avšak po dlouhé diskusi se svým přítelem Arturem Gerberem si Weininger uvědomil, že „ještě není čas“.
V červnu 1903, po měsících soustředěné práce, byla jeho kniha Pohlaví a charakter: Základní výzkum, pokus „vyložit novým a rozhodujícím způsobem sexuální vztahy“, vydána ve Vídni v nakladatelství Braumüller & Co. Kniha obsahuje jeho dizertaci, k níž byly přidány tři zásadní kapitoly: (XII) Podstata ženy a její vztah ke světu, (XIII) Judaismus, (XIV) Ženy a lidstvo.
Přestože kniha nebyla přijata negativně, nezpůsobila očekávaný rozruch. Weiningera napadl Paul Julius Möbius, profesor v Lipsku a autor knihy o fyziologické nedostatečnosti žen, a obvinil jej z plagiátorství. Hluboce zklamán a mučen pochybnostmi odjel Weininger do Itálie.
Když se vrátil zpátky do Vídně, strávil posledních pět dní se svými rodiči. Dne 3. října si pronajal pokoj v domě na Schwarzspanierstraße 15, kde zemřel Ludwig van Beethoven. Bytné řekl, aby ho do rána nikdo nerušil, protože má v plánu dlouho do noci pracovat. Tu noc napsal dva dopisy, jeden otci, druhý bratru Richardovi, kde sděluje, že se hodlá zastřelit.
Dne 4. října bylo zjištěno, že se Weininger smrtelně zranil, když se pokusil střelit do srdce. Zemřel v nemocnici Wiener Allgemeines Krankenhaus v půl desáté dopoledne. Byl pohřben na protestantském hřbitově Matzleinsdorf ve Vídni. Epitaf na hrob mu dal napsat jeho otec:

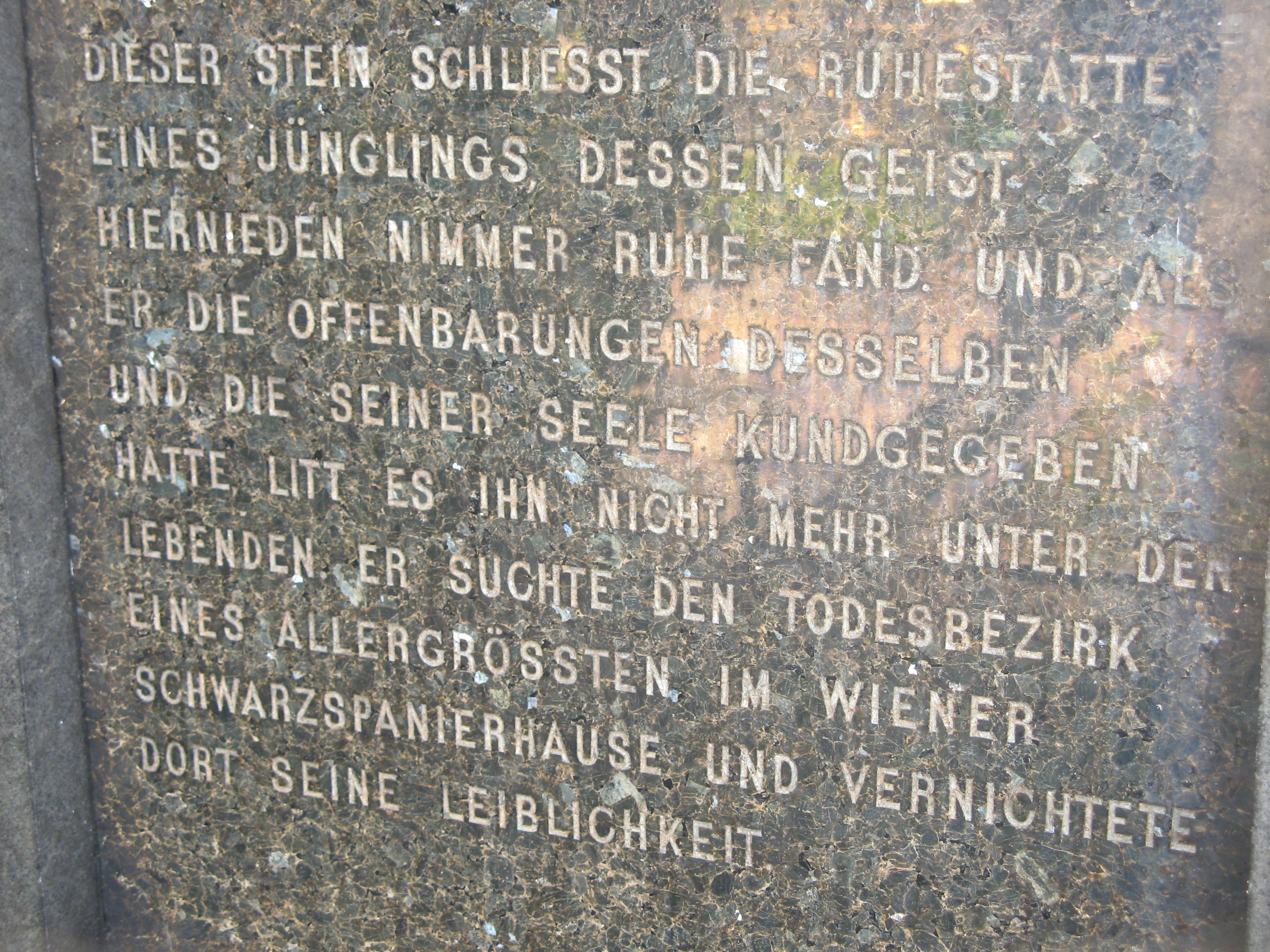

| „                                | Tento kámen zakrývá místo odpočinku mladíka, jehož duch nikdy nenalezl na zemi pokoj. A když svého ducha a duši odhalil, nemohl už být mezi živými. Našel si prostor v jednom vídeňském domě na Schwartzspanierstraße, kde zemřel jeden z největších mužů, a tam svou tělesnou existenci zničil. | “ |
| — nápis na hrobě Otto Weiningera | |   |

## Pohlaví a charakter
Ve své knize Pohlaví a charakter s podtitulem Základní výzkum (německy: Geschlecht und Charakter: Eine prinzipielle Untersuchung) Weininger tvrdí, že všichni lidé jsou složeni ze směsi mužské a ženské látky, a svůj názor se snaží podpořit vědecky. Mužský aspekt je aktivní, produktivní, vědomý a morální/logický, zatímco ženský aspekt je pasivní, neproduktivní, bezvědomý a amorální/alogický. Weininger píše, že emancipace by měla být vyhrazena pro „mužské ženy“, např. některé lesby, a že život ženy je pohlcován sexuální činností: jak podle aktu, jako prostitutka, tak podle produktu, jako matka. Žena je „dohazovačkou“. Naopak povinností muže nebo mužského aspektu osobnosti je snaha, aby se stal géniem a vzdal se sexuality pro abstraktní lásku k absolutnu, Bohu, jehož nachází v sobě.
Významná část jeho knihy je o povaze génia. Weininger tvrdí, že neexistuje nic takového jako osoba, která má geniální nadání pro, řekněme, matematiku nebo hudbu, ale jen univerzální génius, v němž vše existuje a dává smysl. Usuzuje, že takový génius je do určité míry pravděpodobně přítomen ve všech lidech.
V samostatné kapitole Weininger, sám Žid, který konvertoval ke křesťanství v roce 1902, analyzuje archetypálního Žida jako ženskost, a tudíž hluboce bezbožného, bez skutečné osobnosti (duše) a beze smyslu pro dobro a zlo. Křesťanství popisuje jako „nejzazší výraz nejvyšší víry“, zatímco judaismus nazývá „extrémní zbabělostí“. Weininger odsuzuje úpadek moderní doby a hodně z toho přisuzuje ženskému, a tedy židovskému vlivu. Podle Weiningera vykazuje každý určitou ženskost a to, co nazývá „židovskost“".
Weiningerova sebevražda v domě ve Vídni, kde zemřel Beethoven, muž, kterého považoval za jednoho z největších géniů všech dob, z něj rázem učinila celebritu („cause célèbre“), inspirovala k několika podobným sebevraždám a z jeho knihy udělala bestseller. Kniha získala vřelé recenze od Augusta Strindberga, který napsal, že se „pravděpodobně vyřešil nejtěžší ze všech problémů“, „problém ženy“.

## Vliv na Wittgensteina
Ludwig Wittgenstein četl knihu od Weiningera už jako školák a byl jí hluboce dojat. Později napsal, že ho velice ovlivnila, a doporučoval ji svým přátelům. Nicméně i přes hluboký obdiv, jaký Wittgenstein k Weiningerovým názorům choval, s jeho postoji v zásadě nesouhlasil. G. E. Moorovi Wittgenstein píše: „Není nutné, nebo spíše není možné s ním souhlasit, ale velikost spočívá v tom, s čím nesouhlasíme. Je to právě jeho obrovský omyl, který je velkolepý.“
Jinde Wittgenstein uvádí, že pokud by se celá kniha Pohlaví a charakter znegovala, vyjádřili bychom velikou pravdu, to znamená, že v jednotlivostech s Weiningerem souhlasí, ale celkově nikoliv.[zdroj?] Témata úpadku moderní civilizace, jakož i povinnost zdokonalovat svého genia (genialitu), se u Wittgensteina objevují opakovaně v pozdějších spisech.

## Fyziognomie
Weiningerův přítel Artur Gerber popsal fyziognomii Weiningera v knize Taschenbuch und Briefe einen Freund (1922), v doslovu s názvem „Ecce Homo!“:
| „ | Nikdo, kdo jednou viděl jeho obličej, na něj nemůže zapomenout. Zvýrazňovalo ho velké vypouklé čelo. Tvář byla zvláštní kvůli velkým očím, při pohledu na ně se zdálo, že všechno kolem sebe obklopují. Navzdory jeho mládí nebyla jeho tvář hezká, spíše ošklivá. Nikdy jsem ho neviděl smát se nebo se usmívat. Jeho obličej byl vždy důstojný a vážný. Teprve na jaře, když byl někde venku, zdál se být uvolněný, veselý a jakoby rozjasněný. Na mnoha koncertech zářil štěstím. Nejkrásnější okamžiky jsme spolu strávili tehdy, když mluvil o myšlence, která ho velice zaujala. Tehdy byly jeho oči plné štěstí. Jinak byla jeho tvář neprostupná. Člověk by nikdy, s výjimkou několika posledních měsíců, nenašel v jeho tváři nějakou narážku na to, co se dělo hluboko v jeho duši. To se mu ve tváři objevilo napětí a jen ostré vrásky dávaly znát, jako by prožíval nesnesitelnou bolest. Zeptal jsem se ho na důvod, ale on se najednou ovládl a podal mi vágní nebo vyhýbavou odpověď a mluvil o jiných věcech, což další vyptávání naprosto znemožňovalo. Jeho chování někdy vyvolávalo překvapení a často úsměv, protože se pramálo staral o tradici či předsudky. Vliv jeho osobnosti se zdál být nejsilnější v noci. Jeho tělo jako by vyrostlo, tehdy bylo v jeho pohybech cosi přízračného a v jeho chování cosi ďábelského. A když, jak se to občas stávalo, se v rozhovoru rozvášnil tak, že ve vzduchu mával holí nebo deštníkem, jako by bojoval s neviditelným duchem, pak člověku připomínal jednu osobu z pomyslných kruhů E. T. A. Hoffmanna. | “ |
| — Artur Gerber: „Ecce Homo!“ (doslov knihy Taschenbuch und Briefe einen Freund. Leipzig/Wien : E.P. Tal & Co., 1922.) | |   |

## Weininger a nacisté
Izolované části spisů Weiningera byly převzaty nacistickou propagandou, a to navzdory skutečnosti, že Weininger kritizoval názory na rasu, které začaly být s nacisty spojovány.
Weiningerovy zoufalé výroky o židovství citovali často antisemité, k jeho obdivovatelům patřil Benito Mussolini i Hitler. Pro Hitlerovu argumentaci měly výroky ve Weiningerových spisech mimořádnou důležitost a často o nich mluvil, což potvrdil jeho osobní advokát Hans Frank. V jednom projevu z roku 1920 Hitler řekl, že je třeba, aby každý jednotlivec „začal odstraňovat Žida sám ze sebe, a mám velké obavy, že tento krásný myšlenkový pochod nenavrhl nikdo jiný než sám Žid“.
Hitler nazýval Weiningera „jediným upřímným Židem“, ačkoli jej osobně neznal a jeho dílo celé asi ani nečetl.